# Lycaeides demaculata
Lycaeides demaculata är en fjärilsart som beskrevs av Embrik Strand 1901. Lycaeides demaculata ingår i släktet Lycaeides och familjen juvelvingar. Inga underarter finns listade i Catalogue of Life.